# Liste du patrimoine culturel immatériel de l'humanité en Russie
Cet article recense les pratiques inscrites au patrimoine culturel immatériel en Russie.

## Statistiques
La Russie n'a pas ratifié la convention pour la sauvegarde du patrimoine culturel immatériel. La première pratique protégée est inscrite en 2008.
En 2016, la Russie compte 2 éléments inscrits au patrimoine culturel immatériel, sur la liste représentative.

## Listes

### Liste représentative
Les éléments suivants sont inscrits sur la liste représentative du patrimoine culturel immatériel de l'humanité :
| Élément                                             | Type | Subdivision   | Année | Lien  | Notes | Illus. |
| --------------------------------------------------- | --- | ------------- | ----- | ----- | ----- | ------ |
| L'espace culturel et la culture orale des Semeiskie | traditions et expressions orales arts du spectacle pratiques sociales, rituels et événements festifs connaissances et pratiques concernant la nature et l’univers savoir-faire liés à l’artisanat traditionnel | Transbaïkalie | 2008  | 00017 |       |        |
| L'Olonkho, épopée héroïque iakoute                  | traditions et expressions orales arts du spectacle | Sakha         | 2008  | 00145 |       |        |

### Patrimoine immatériel nécessitant une sauvegarde urgente
La Russie ne compte aucun élément listé sur la liste du patrimoine immatériel nécessitant une sauvegarde urgente.

### Registre des meilleures pratiques de sauvegarde
La Russie ne compte aucune pratique listée au registre des meilleures pratiques de sauvegarde.